# São Vicente (Madeira)

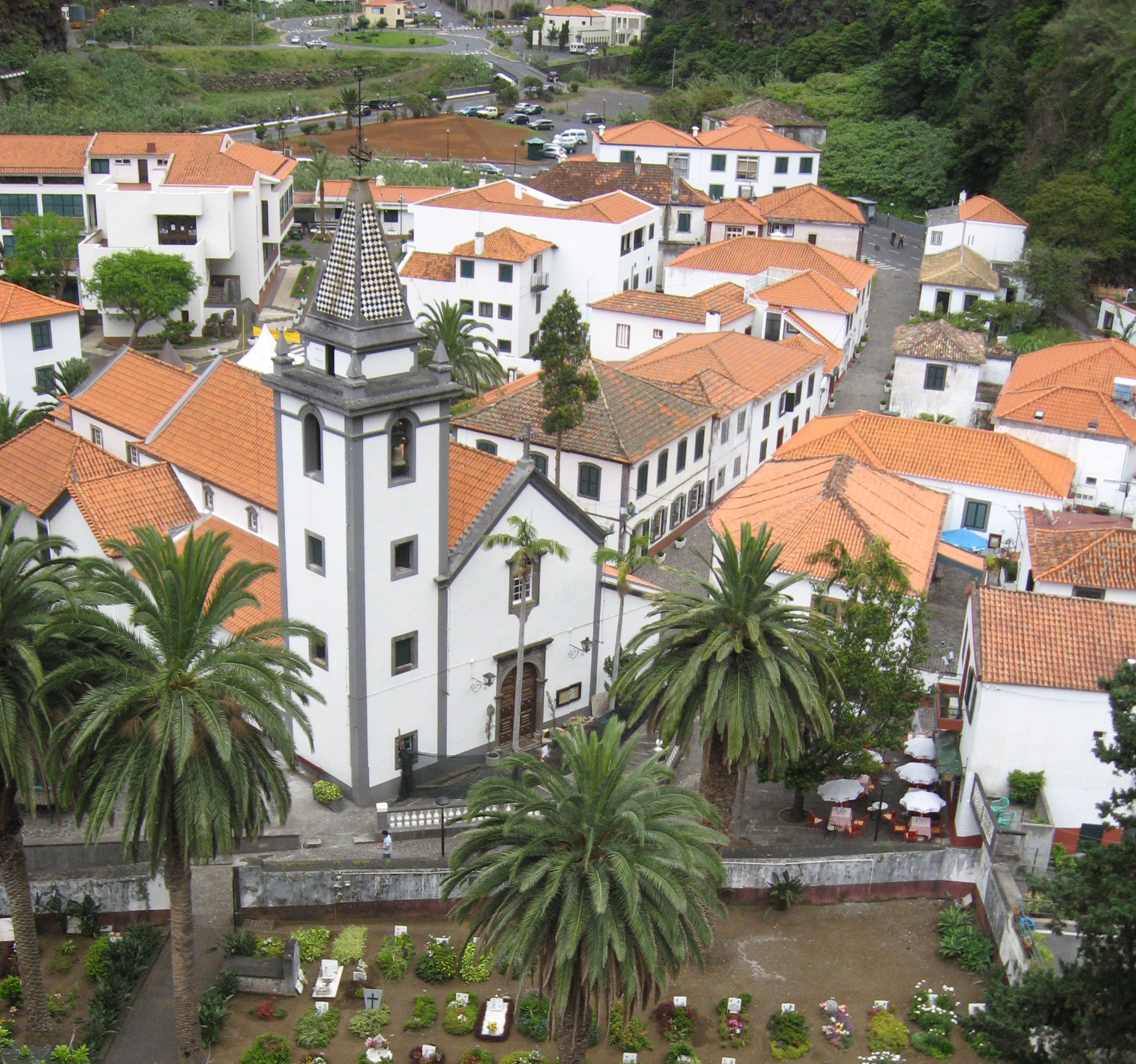
A templom és a főtér, datolyapálmákkal

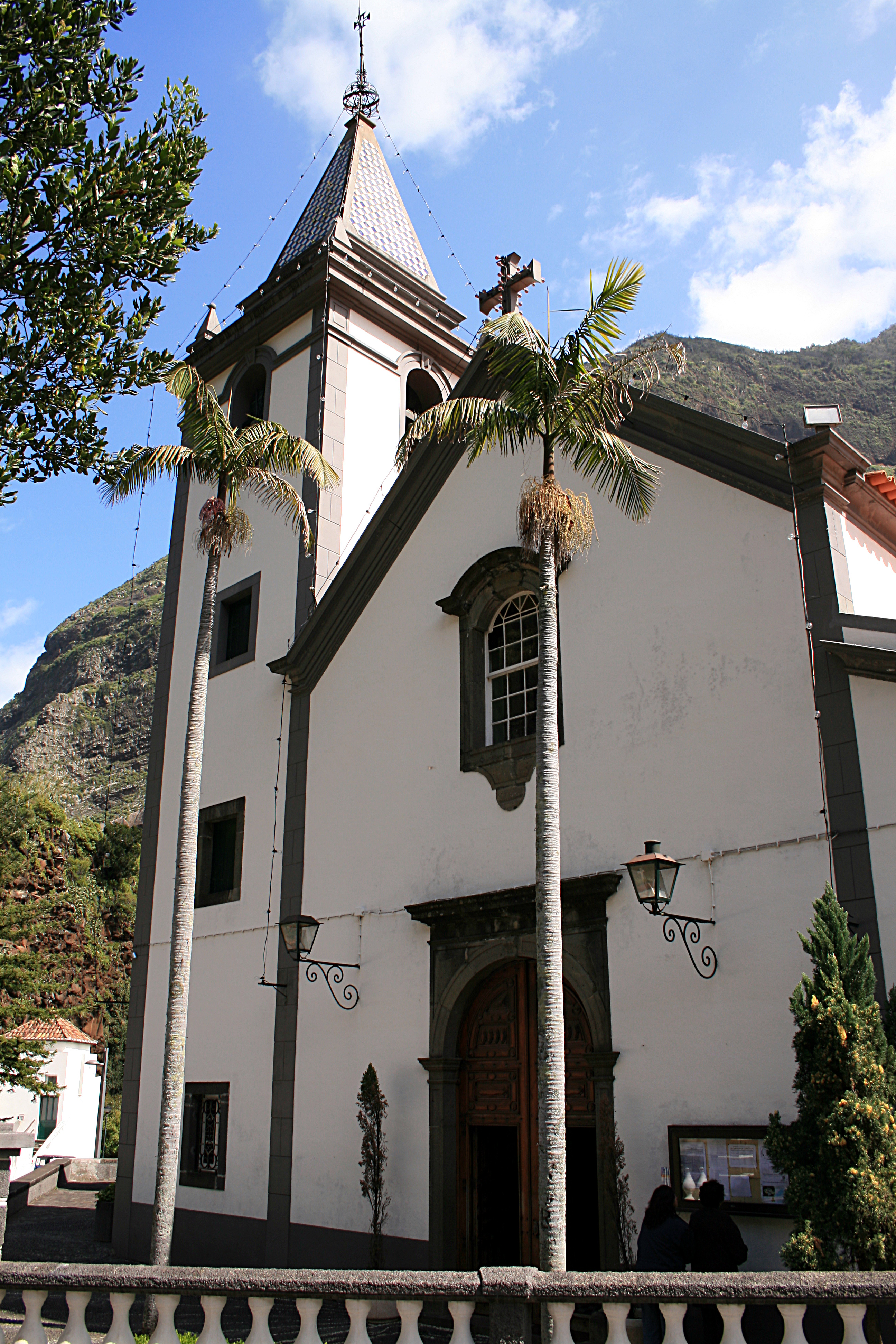
A templom

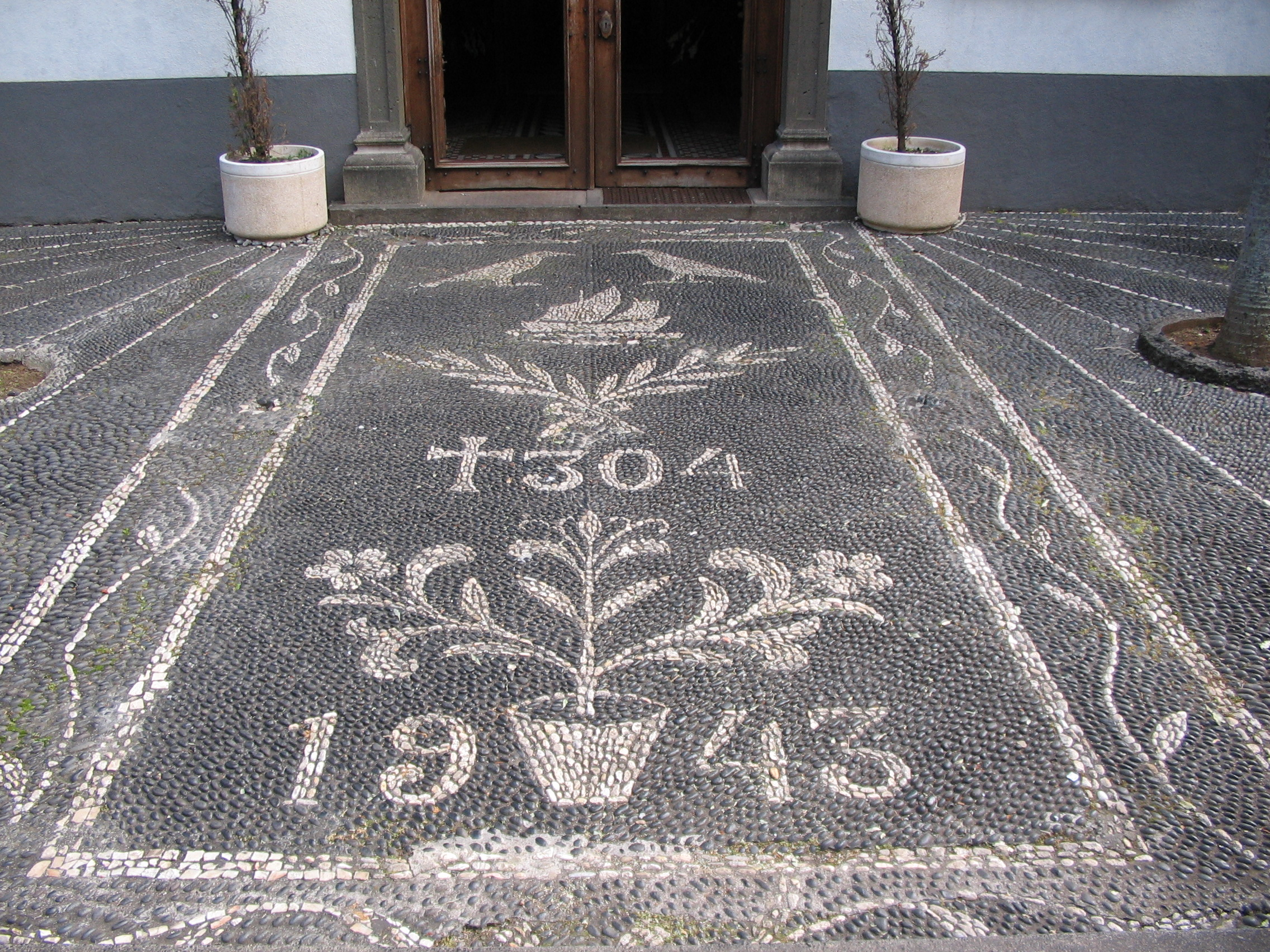
Mozaik a templom bejárata előtt

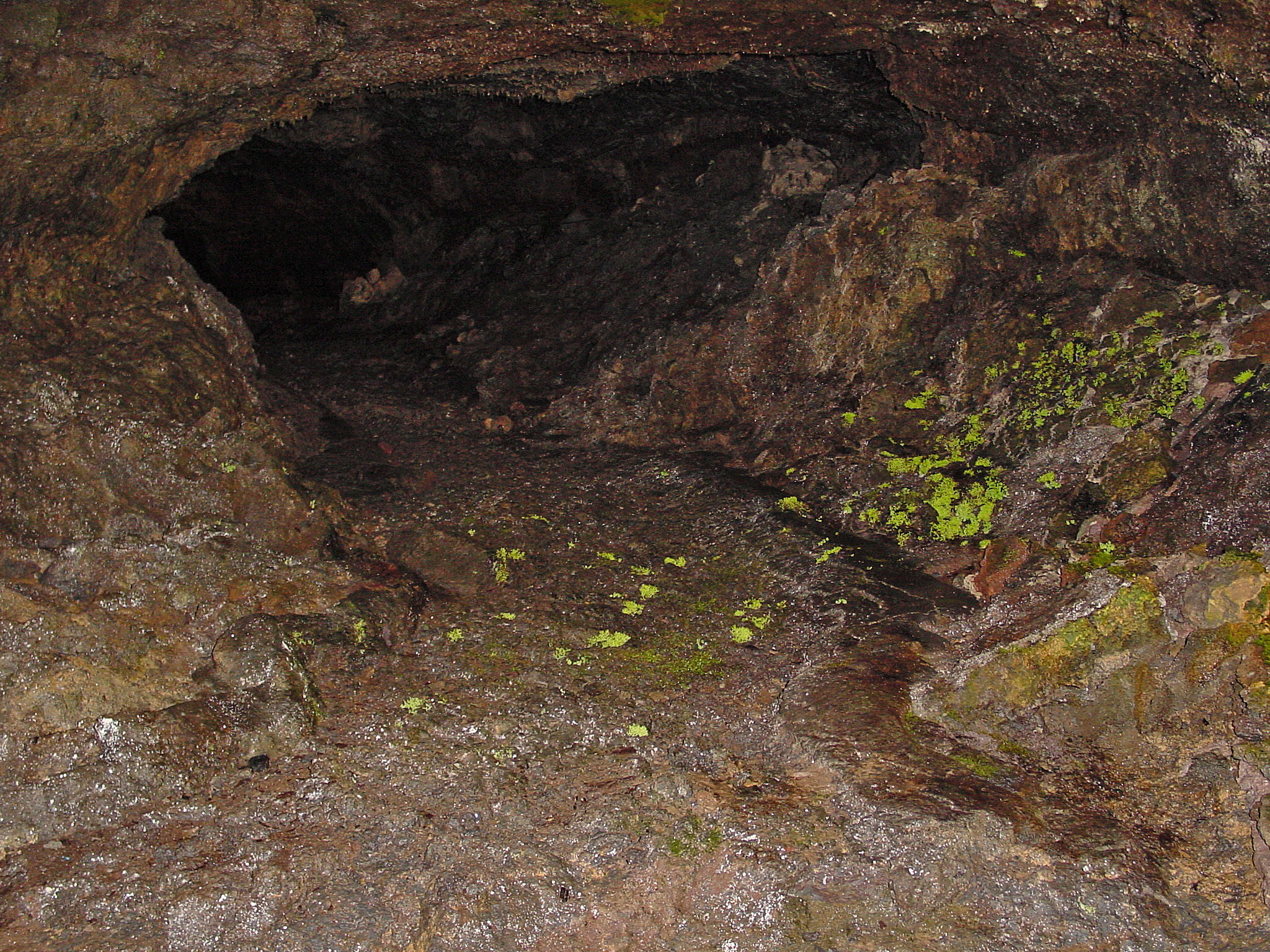
A lávabarlangok

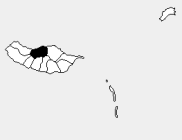
São Vicente járás Madeira szigetén

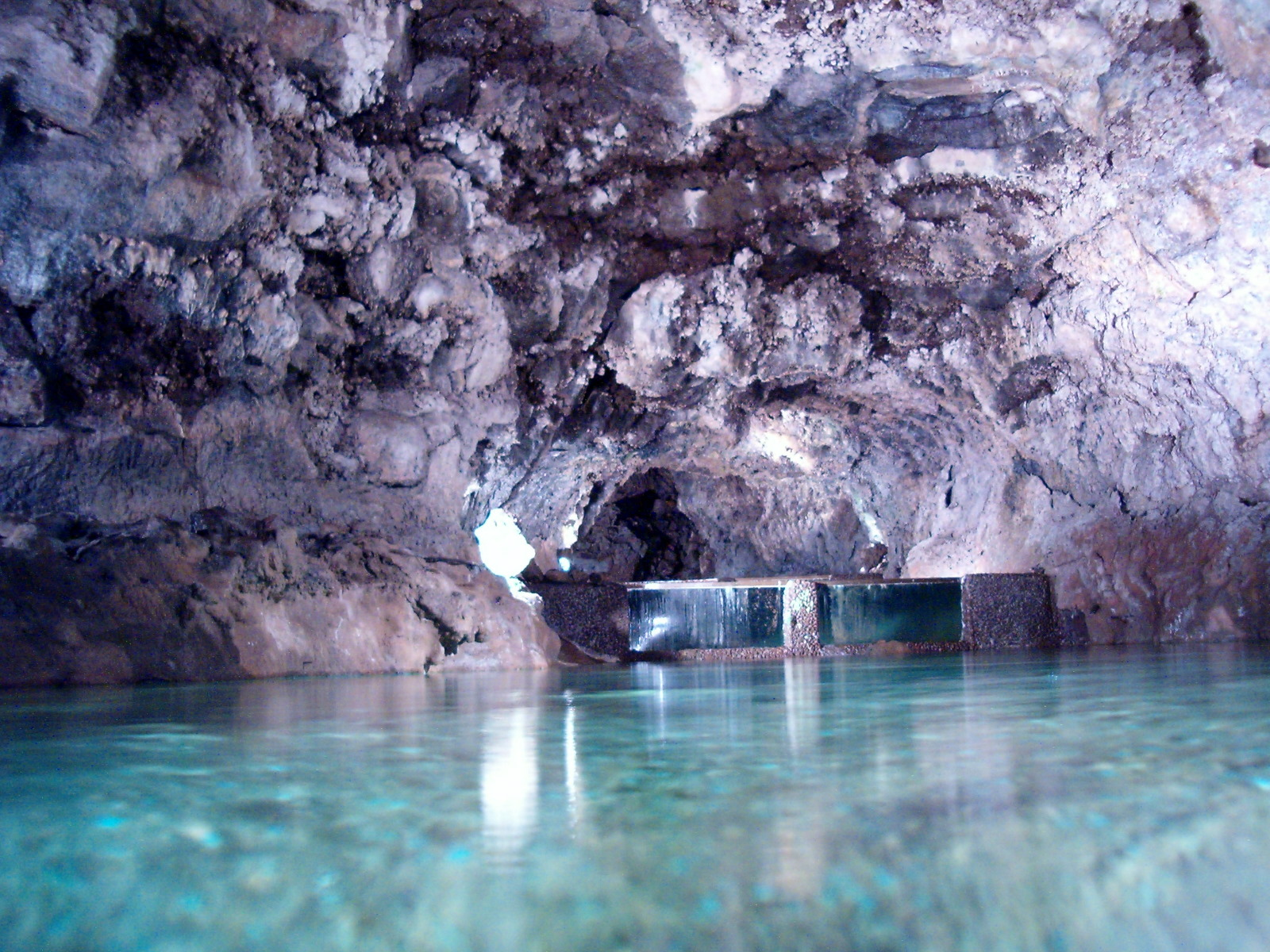
Tó a lávabarlangokban

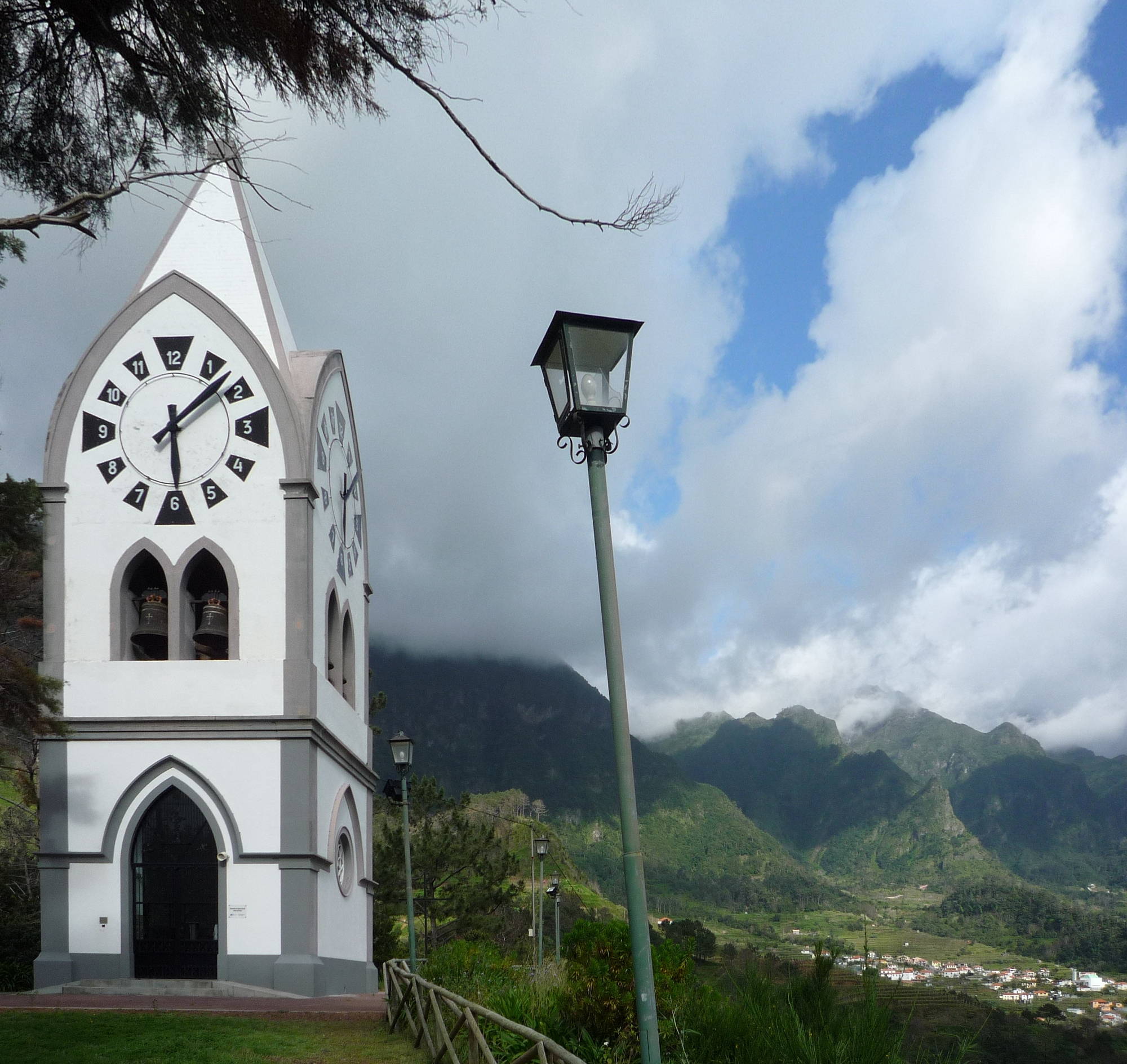
A fátimai Szűzanya tornya a Pico da Cova dombon

São Vicente egy kisváros Madeira szigetén, mintegy 4000 lakossal; az azonos nevű járás székhelye. Nevét Lisszabon védőszentjéről, szent Vincéről kapta.

## Földrajzi helyzete, közlekedése
A sziget északi partjának közepe táján található. Itt torkollik az Atlanti-óceánba az Encumeada hágó alatt eredő Ribeira de São Vicente (amibe nem sokkal a város fölött torkollik legnagyobb jobb oldali oldalvize, a Ribeira Grande.
Hosszú ideig ez volt a szűkebb értelemben vett északi part (tehát São Jorgétól nyugatra) egyetlen olyan települése, amit közúton is meg lehetett közelíteni a déli partról. A régi, ER 228 jelű út Ribeira Bravától Serra de Água falun és a Boca Encumeada hágón át vezet ide; az ezt kiváltó, az 1990-es években épült ER 104 műút Serra de Água Achada nevű településrésze és  Rosário között alagúton kel át a vízválasztó hegylánc alatt.
Az 1960-as években északi falvakat egy jobbára a tengerparti sziklákba bevágott, kacskaringós úttal kötötték össze. Miután Portugália belépett az EU-ba, ezt az utat jelentős uniós támogatással korszerű, nagy szakaszokon alagútban vezetett úttal váltották ki: ez az ER 101 jelű út. A régi közút mára nagyobb szakaszokon használhatatlan; Seixal közelében egy alagútban vezetett szakasza 2009 januárjában omlott össze.
São Vicente kis kikötője jobbára csak halászhajók fogadására alkalmas.

## Története
Sokáig jelentéktelen halászfalu volt, a növénytermesztés előtérbe kerülésével apránként kapaszkodott föl a völgyekben, mind jobban távolabb a tengertől. 1928-ban egy nagy földcsuszamlás több házat lerombolt. Az 1980-as évektől uniós pénzekből afféle turistacsalogató kirakattá fejlesztették fel; azóta már műemlékvédelmi díjat is kapott.

## Látnivalók
A házak többsége földszintes, fehér falú. A járás (tehát São Vicente, Ponta Delgada és Boaventura) építészetére általában jellemzőek a 18. században, a bortermelés nagy felfutása idején emelt nagy, kétszintes házak: a földszint volt a présház, az emelet pedig a lakrész, ahová külső lépcső vezetett fel.

### Igréja de São Vicente
A plébániatemplomot a 17. században emelték egy nagy lávapadon, nem messze a tengertől. Apszisát és mellékoltárait a portugál barokk jellegzetes, aranyfüsttel futtatott fafaragványai (talha dourada) díszítik, a falakon pedig szép, képes azulejo frízek futnak végig. A főhajó mennyezetfreskóján Szent Vincét láthatjuk, amint megáldja a róla elnevezett helységet. A templom előtti, fekete-fehér mozaikon a templom restaurálásának időpontját jelző 1943 évszám alatt egy vitorlás hajó rajza, valamint a két holló és a szent halálának évszáma úgyszintén a névadó mártír legendájára utal. A templom melletti kis temető némelyik sírja több száz éves.

### Capela de São Vicente
A Ribeira de São Vicente patak torkolatánál álló sziklába 1692-ben egy aprócska kápolnát vájtak, és ezt is szent Vincének szentelték. A kápolnát egy portugál postabélyegen is megörökítették.

### World Wild Fund for Nature
Az alapítvány a főutcához közel vásárolt egy nagyobb kertet, ahol összegyűjtötték a tengerparti flóra minden, a szigeten előforduló növényfaját.

### Grutas de São Vicente
A falu fő nevezetességei a város keleti részén feltárt lávabarlangok. A mintegy 700 m hosszú alagútrendszer mintegy 400 ezer éve, a sziget utolsó aktív vulkáni időszakában keletkezett; teljesen csak a 20. században tárták fel. A látogatók a korszerű „Vulkanológiai Központ” (Centro do Vulcanismo) bemutató termében ismerkedhetnek meg a vulkáni működéssel és annak termékeivel.
Nyitva naponta 9–21 (nyáron), illetve 9–19 (télen); vezetések portugálul és angolul.

### A Fátimai Szűzanya tornya
A tengerparttól mintegy 4 km-re, Rosárióban, a Pico da Cova dombon 1942–1953 között 14 m magas óratornyot emeltek a fátimai szűzanya tiszteletére. A torony földszintjén kis kápolnát rendeztek be.

### Festa do Espírito Santo
A városka lakói pünkösdkor hagyományosan összegyűlnek a Szentlélek ünnepére. Ezt a hagyományt az anyaországban még Földművelő Dénes király (1279–1325) vezette be, aki Portugáliát a „Szentlélek birodalmává” kívánta tenni, és ezzel az ünneppel az oltári szentség ünnepét kívánta felváltani. Madeirán a szokást a telepesek közösségi érzésének erősítésére már João Gonçalves Zarco meghonosította, de a katolikus egyház, amely versenytársat látott a Szentlélek-kultuszban, sosem nézte jó szemmel. Olyannyira nem, hogy Funchal püspöke 1894-ben egy rendelettel be is tiltotta az ünnepet.
A fővárostól távoli, északi falvakban a tilalomnak nem mindenütt volt kellő foganata, így São Vicentében az ünnepet máig megtartják (most már persze az egyház sem tiltja).
Az ünnepre „pünkösdi királyt” (imperador) választanak, és neki kell gondoskodnia arról, hogy a szegényeket terített asztal fogadja: ehessenek, ihassanak kedvükre. Ehhez udvarnagyokat (mordomókat) választanak magukhoz, és ők tisztségüket a fekete öltöny fölé húzott piros mellénnyel jelezve udvarhölgyeikkel (a saloiákkal) végigjárják a házakat, hogy adományokat gyűjtsenek az ünnepre. Maga a szertartás pünkösd vasárnapján, a mise után kezdődik: ekkor zenével és tánccal ünnepelnek az imperador házánál.

## Városrészei
A tengerparttól dél felé a patak bal partján:
- Poiso,
- Corrida das Feireiras,
- Passo,
- Ginjas,
- Lanco,
- Loural,
- Vargem,
- Rosário,
- Achada do Loural.

A tengerparttól dél felé a patak jobb partján:
- Terra Chã,
- Laranjal,
- Cascalho,
- Po da Corrida,
- Lombo da Eira,
- Lameiros,
- Fajã dos Vinháticos,
- Achada dos Judeus,
- Achada do Til.